# Imieniny – czerwiec

## Imieniny w czerwcu obchodzą

### 1 czerwca
Bernard, Nikodem, Alfons, Symeon, Fortunat, Magdalena, Konrad, Felin, Felina, Ischyrion, Juwencja, Juwencjusz, Justyn, Teobald, Pamela, Hannibal

### 2 czerwca
Blandyna, Marzanna, Marcelin, Efrem, Maria, Trofima, Erazm, Racisław, Nicefor, Piotr, Eugeniusz, Florianna, Floriana, Mikołaj, Marianna, Fotyn, Materna, Domna

### 3 czerwca
Tamara, Konstantyn, Owidiusz, Leszek, Paula, Cecyliusz, Ferdynand, Klotylda, Owidia, Kewin, Klotylda

### 4 czerwca
Dacjan, Karol, Braturad, Niepełka, Karp, Franciszek, Saturnina, Gostmił, Aleksander, Skarbisław

### 5 czerwca
Walter, Waleria, Dobrociech, Bonifacy, Nikanor, Igor, Hildebrand, Hildebranda

### 6 czerwca
Norberta, Dominika, Benignus, Gerarda, Symeon, Więcerad, Laurenty, Gerard, Klaudiusz, Norbert, Paulina, Kandyda

### 7 czerwca
Lukrecja, Paweł, Anna, Robert, Jarosław, Antoni, Hadriana, Wisław, Ciechomir, Wiesława, Piotr

### 8 czerwca
Wyszesław, Wilhelm, Medard, Maksymin, Seweryn, Herakliusz, Medarda, Maksymina, Dobrociech, Jadwiga

### 9 czerwca
Anna, Felicjan, Pelagia, Sylwester, Sylwestra

### 10 czerwca
Bogumiła, Mauryn, Bogumił, Apollo, Edgar, Wiktorian, Wiktoriana, Wiktorianna, Ingolf, Małgorzata

### 11 czerwca
Feliks, Teodozja, Anastazy, Radomił, Barnaba, Witomysł

### 12 czerwca
Wyszemir, Onufry, Władysława, Jarogniewa, Narcyz, Antonina, Leon, Jan, Jarogniew, Leona, Celestyna, Władysław, Tadea, Placyd, Piotr, Ewa

### 13 czerwca
Herman, Armand, Chociemir, Lucjan, Gerard, Antoni, Tobiasz, Gerarda, Lubowid, Rambert

### 14 czerwca
Walerian, Justyn, Eliza, Ninogniew

### 15 czerwca
Bernard, Abraham, Edburga, Witold, Witosław, Jolanta, Wit, Leonida, Lotar, Angelina, Wisława, Oliwia, Dula

### 16 czerwca
Benon, Cyryk, Ludgarda, Aneta, Budzimir, Justyna, Jan, Aureusz, Benona, Aubert, Alina, Alena

### 17 czerwca
Izaura, Laura, Drogomysł, Radomił, Hipacy, Franciszek, Adrianna, Gundolf, Marcjan, Rajner, Adolf, Waleriana, Awit, Awita, Piotr, Montan, Daria

### 18 czerwca
Elżbieta, Paula, Marek, Efrem, Emil, Gerwazy, Drohobysz, Amanda, Miłobor

### 19 czerwca
Michalina, Borzysław, Gerwazy, Odo, Protazy, Julianna, Eurydyka, Grymilda

### 20 czerwca
Bożena, Bogna, Rafał, Edburga, Gemma, Florentyna, Franciszek, Hektor, Michał,

### 21 czerwca
Teodor, Domamir, Demetria, Lutfryd, Alojza, Alojzy, Marcja, Rudolf, Rudolfina, Alicja, Rudolfa, Chloe

### 22 czerwca
Agenor, Flawiusz, Achacy, Innocenta, Paulina, Achacjusz, Innocenty, Tomasz, Alban

### 23 czerwca
Józef, Wanda, Agrypina, Zenon, Albin, Anna, Edeltruda

### 24 czerwca
Emilia, Wilhelm, Danuta, Jan, Janina

### 25 czerwca
Prosper, Fiebrosław, Wilhelm, Antyd, Eulogiusz, Tolisława, Febronia, Febron, Dorota

### 26 czerwca
Jeremiasz, Edburga, Paweł, Zdziwoj, Jan, Dawid, Maksencjusz, Maksanty

### 27 czerwca
Włodzisław, Cyryl, Bożydar

### 28 czerwca
Paweł, Ekhard, Józef, Zbrosław, Leon, Serena, Leona, Ireneusz, Plutarch, Ekard, Jakert, Heron,

### 29 czerwca
Piotr, Paweł, Dawid, Dalebor, Benedykta, Kasjusz

### 30 czerwca
Marcjalis, Bazyli, Władysława, Ciechosława, Leon, Emilia, Leona, Lucyna, Trofim, Władysław, Ermentruda, Teobald